# Ferenc Egry
Ferenc Egry (21. ledna 1864 Kisgejőc – 26. února 1945 Sopron) byl československý politik maďarské národnosti a meziválečný senátor Národního shromáždění ČSR za Autonomní stranu autochtonů na Podkarpatské Rusi, později za Maďarskou národní stranu.

## Biografie
V doplňovacích parlamentních volbách na Podkarpatské Rusi v roce 1924 získal senátorské křeslo v Národním shromáždění. Zvolen byl za kandidátní listinu Autonomní strana autochtonů na Podkarpatské Rusi, což bylo sdružení maďarské menšiny. Profesí byl zvonařem v obci Kisgejőc.
Mandát obhájil v parlamentních volbách v roce 1925. Nyní za alianci kterou vytvořil Německý svaz zemědělců a Maďarská národní strana. Tato koalice se rozpadla v roce 1927 a Egry pak coby nezařazený senátor zastupoval Maďarskou národní stranu.
Zemřel v roce 1945 na útěku před postupující Rudou armádou.